# Michael Krohn-Dehli
Michael Krohn-Dehli (født Hansen den 6. juni 1983 i København) er en dansk tidligere professionel fodboldspiller. Fra den 30. august 2008 til den 22. august 2012 spillede han for Brøndby IF. I perioden 2006-2018 spillede han 59 kampe for Danmarks fodboldlandshold og scorede seks mål.

## Klubkarriere
Krohn-Dehli spillede for flere danske klubber, før han tog til Ajax fra Brøndby IF. Krohn-Dehli udmærkede sig på ungdomsholdet i Ajax under Danny Blind. I 2004 forlod han klubben og tog til RKC Waalwijk på en fri transfer. Der fik han sin professionelle debut den 15. august 2004 i en målløs kamp mod FC Groningen. To år senere skrev han igen kontrakt med Ajax på en fri transfer frem til 2009. Han fik sin landsholdsdebut for Danmark i en Euro 2008-kvalifikationskamp mod Liechtenstein den 11. oktober 2006. Efter vinterpausen spillede han kun tre kampe for Ajax Amsterdam og udlåntes derfor til Sparta Rotterdam den 31. januar 2007 for resten af sæsonen. Fem dage senere spillede han sin første af 12 kampe for Sparta mod Roda JC. Efter sommerpausen vendte han tilbage til Ajax.
Den 29. august 2008 meddelte Ajax, at de havde solgt Krohn-Dehli til Brøndby IF. Han debuterede to dage senere på hjemmebane mod FC København i Brøndbys 1-0 sejr. I den efterfølgende efterårssæson modtog han prisen som "Månedens spiller" to gange af Onside. Men på grund af Brøndbys sponsorkontrakt med Folkevogn kørte han ikke i gaven, som var en Mercedes Cabriolet.
Michael Krohn-Dehli lavede Årets Mål 2010 i den danske superliga  i en kamp, som Brøndby IF vandt over SønderjyskE.
I 2012 skiftede Krohn-Dehli efter flere års stor succes i Brøndby til spansk fodbold. Først spillede han tre sæsoner i Celta Vigo, hvorpå han havde tre sæsoner i Sevilla FC. I april 2016 blev han alvorligt knæskadet i semifinalekampen i Europa League mod Shaktar Donetsk. Han gennemgik en lang genoptræningsperiode og blev først spilleklar igen over et år senere. Han fik dog svært ved at spille sig fast på holdet igen, og i januar 2018 skiftede Krohn-Dehli til ligakonkurrenterne fra Deportivo de La Coruña.

## Landshold
Michael Krohn-Dehli spillede 23 kampe for forskellige danske ungdomslandshold, inden han debuterede for A-landsholdet 11. oktober 2006 i en EM-kvalifikationskamp mod Liechtenstein, hvor han blev skiftet ind kort før tid. Der gik præcis to år, inden han fik sin næste kamp, og han var med til at kvalificere Danmark til VM 2010 i Sydafrika, men blev kort før afrejse frasorteret den endelige trup til slutrunden.
Efter VM blev han efterhånden fast mand på holdet, og han var med til EM-slutrunden 2012, hvor han blandt andet scorede det eneste mål i Danmarks kamp mod Holland. Danmark vandt 1-0, og Krohn-Dehli skabte dermed historie, idet landsholdet aldrig før havde vundet en åbningskamp ved en EM-slutrunde. Også i kampen mod Tyskland scorede han og blev således dansk EM-topscorer sammen med Nicklas Bendtner.
Krohn-Dehli fortsatte de følgende år som fast mand på landsholdet, inden han i forbindelse med sin langvarige skade i 2016-17 blev overhalet af andre spillere. Imidlertid betød et godt forår i 2018 for Krohn-Dehli, at Åge Hareide indkaldte ham til de sidste testkampe inden VM-slutrunden 2018, hvor han fik spilletid mod både Sverige og Mexico og derpå kom med i truppen til slutrunden. Her spillede han ikke i gruppekampene, men i ottendedelsfinalen mod Kroatien blev han skiftet ind i den forlængede spilletid, og i straffesparkskonkurrencen scorede han på Danmarks tredje forsøg. Dette forhindrede dog ikke, at Danmark tabte konkurrencen og dermed udgik af turneringen. Efterfølgende bekendtgjorde Krohn-Dehli, at han stoppede på landsholdet. Han nåede at spille 59 landskampe og scorede 6 mål (samt straffesparksmålet mod Kroatien).

## Statistikker
| Sæson   | Klub             | Liga       | Kampe | Mål |
| ------- | ---------------- | ---------- | ----- | --- |
| 2004/05 | RKC Waalwijk     | Eredivisie | 31    | 2   |
| 2005/06 | RKC Waalwijk     | Eredivisie | 17    | 0   |
| 2006/07 | Ajax             | Eredivisie | 3     | 0   |
| 2006/07 | Sparta Rotterdam | Eredivisie | 12    | 1   |
| 2007/08 | Ajax             | Eredivisie | 1     | 0   |
| 2008/09 | Brøndby IF       | SAS Ligaen | 28    | 5   |
| 2009/10 | Brøndby IF       | SAS Ligaen | 32    | 4   |
| 2010/11 | Brøndby IF       | SAS Ligaen | 29    | 12  |
| 2011/12 | Brøndby IF       | SAS Ligaen | 27    | 5   |
| 2012/13 | Brøndby IF       | SAS Ligaen | 6     | 0   |
| 2012/13 | Celta Vigo       | La Liga    | 34    | 2   |
| 2013/14 | Celta Vigo       | La Liga    | 31    | 0   |
| 2014/15 | Celta Vigo       | La Liga    | 36    | 1   |
| 2015/16 | Sevilla FC       | La Liga    | 40    | 1   |
| 2016/17 | Sevilla FC       | La Liga    | 2     | 0   |
| 2017/18 | Sevilla FC       | La Liga    | 13    | 1   |
| 2017/18 | La Coruña        | La Liga    | 11    | 0   |
| Total   | Total            | Total      | 353   | 34  |

## Hæder

### Titler
- AFC Ajax Amsterdam: Hollandsk Super Cup (Johan Cruijff Schaal) i 2006.